# Vaucheria litorea
Vaucheria litorea es un alga verde-amarilla (Xanthophyta) que crece en forma de filamentos.
Además, es una especie común intermareal de aguas costeras y de pantanos salobres del océano Atlántico del Norte a lo largo de las costas de Europa y Norteamérica. Asimismo puede hallarse en el este del océano Pacífico, en las costas del estado de Washington.
También es capaz de tolerar una gama grande de salinidades, haciéndolo eurihalino.
Como la mayor parte de algas, V. litorea obtiene su energía por la fotosíntesis que ocurre en sus cloroplastos. Estos organelos de V. litorea contienen los siguientes pigmentos fotosintéticos: clorofila a, clorofila c, ß-caroteno, y el carotenoide diadinoxantina.
V. litorea es consumido por la babosa de mar Elysia chlorotica, pero es digerido solo parcialmente para conservar los cloroplastos en un proceso llamado “cleptoplastia”. La babosa de mar se alimenta, conservando los cloroplastos en el almacenaje de células a lo largo de la vía digestiva de la babosa. Dichos organelos siguen fotosintetizando, proporcionando energía a la babosa, y contribuyendo a la coloración insólita de esta por su distribución en todas partes de la tripa extensivamente bifurcada.